# أنتيمايسين إيه
الأنتيمايسينات (بالإنجليزية: Antimycins) هي نواتج أيض ثانوية تنتجها البكتيريا المتسلسلة.

## الاستخدامات
هي مكون فعال للفاينترول الذي هو مادة كيميائية مبيدة للأسماك (سم للسمك) تستخدم في إدارة المسامك وفي مصانع أسماك القرموط.